# Blancas
Blancas és un municipi d'Aragó, situat a la província de Terol i enquadrat a la comarca de Jiloca. Està situat a 32 quilòmetres de Calamocha, cap comarcal i de partit judicial.